# 格勒库尔
格勒库尔（法語：Greucourt，發音：[ɡʁøkuʁ]）是法国上索恩省的一个旧市镇，属于沃苏勒区。2016年，格勒库尔与邻近的2个市镇合并为新市镇拉罗迈讷。

## 地理
格勒库尔（47°32'1"N, 5°51'45"E）面积2.68 平方千米，位于法国勃艮第-弗朗什-孔泰大區上索恩省，该省份为法国东部内陆省份，北起顺时针与孚日省、贝尔福地区省、杜省、汝拉省、科多尔省和上马恩省接壤。
与格勒库尔接壤的市镇（或旧市镇、城区）包括：圣冈、拉韦尔诺特、沃泽。
格勒库尔的时区为UTC+01:00、UTC+02:00（夏令时）。

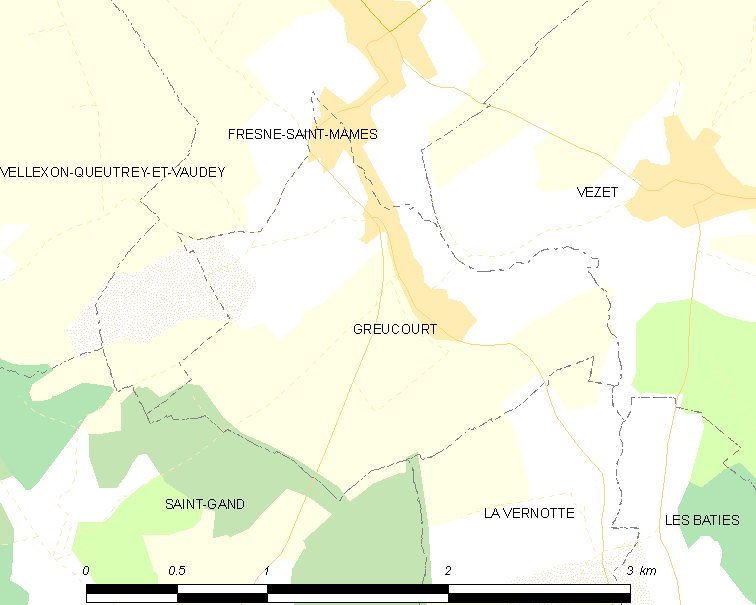
格勒库尔的OSM定位图

## 行政
格勒库尔的邮政编码为70130，INSEE市镇编码为70281。

## 政治
格勒库尔所属的省级选区为索恩河畔塞和圣阿尔班县。

## 人口

1962-2008年间格勒库尔人口变化图示

格勒库尔于2018年1月1日时的人口数量为77人。